# Kurator sztuki
Kurator sztuki, kurator wystaw – powstały w XX wieku zawód związany ze sztuką. Jest to osoba zajmująca się profesjonalnie organizacją wystaw (nie tylko sztuki) jako pewnych konceptów.
Podobnie jak w przypadku krytyki sztuki, można rozróżniać różne aspekty kuratorstwa, na przykład kuratorstwo towarzyszące, skoncentrowane wokół prac jednego artysty oraz kuratorstwo kreatywne, stawiające bardziej na „użycie” prac artystów w celu uzyskania jakiegoś efektu, zilustrowania jakiejś tezy lub zbudowania nowej intelektualnej całości.